# Хинценбах
Хинценбах (нем. Hinzenbach) — коммуна (нем. Gemeinde) в Австрии, в федеральной земле Верхняя Австрия. 
Входит в состав округа Эфердинг.  Население составляет 1933 человека (на 31 декабря 2005 года). Занимает площадь 15 км². Официальный код  —  40507.

## Политическая ситуация
Бургомистр коммуны — Арнольд Юнграйтмайер (АНП) по результатам выборов 2003 года.
Совет представителей коммуны (нем. Gemeinderat) состоит из 25 мест.
- АНП занимает 13 мест.
- СДПА занимает 11 мест.
- АПС занимает 1 место.